# Ditomus
Ditomus es un  género de coleópteros adéfagos de la familia Carabidae.

## Especies
Comprende las siguientes especies:
- Ditomus calydonius P. Rossi, 1790
- Ditomus tricuspidatus Fabricius, 1792